# Festival Internacional de Cinema de Sant Sebastià 1997
La 45a edició del Festival Internacional de Cinema de Sant Sebastià va tenir lloc entre el 18 i el 27 de setembre de 1997. El Festival s'ha consolidat a la màxima categoria A (festival competitiu no especialitzat) de la FIAPF. Es van fer tres retrospectives, dues a dos directors concrets (Mitchell Leisen i Peter Bogdanovich) i una anomenada "Una larga ausencia". En total es van projectar 200 pel·lícules.

## Desenvolupament
El festival fou inaugurat el dia 18 en una gala presidida pel lehendakari Ardanza i l'alcalde Odón Elorza i presentada per Juanjo Puigcorbé, Emma Suárez i Edurne Ormazabali que acabà amb la projecció fora de concurs de la comèdia La boda del meu millor amic. El 19 es va projectar Martín (Hache), a la que va acudir tot l'equip protagonista i el director. El dia 20 es va projectar Lolita i va visitar el festival Jeremy Irons. El dia 22 es va projectar Victory i va visitar el festival Willem Dafoe. El dia 23 es va projectar El color de las nubes sense la presència del seu director Mario Camus. i el 24 Rien ne va plus amb la presència de Claude Chabrol. El dia 27 es va projectar The Game fora de concurs i es van entregar els premis.

## Jurat
- Zhang Yimou
- Anna Bonaiuto
- Alfonso Cuarón
- Agustín Díaz Yanes
- Katinka Faragó
- Gaston Kaboré
- Serge Toubiana

## Pel·lícules exhibides

### Secció oficial
- Afterglow d'Alan Rudolph[9]
- Cenizas del paraíso de Marcelo Piñeyro
- Die Schuld der Liebe d'Andreas Gruber
- El color de las nubes de Mario Camus
- Firelight de William Nicholson
- Hombres armados de John Sayles
- I Went Down de Paddy Breathnach
- J'irai au paradis car l'enfer est ici de Xavier Durringer
- Lolita d'Adrian Lyne (fora de concurs)
- Martín (Hache) d'Adolfo Aristarain
- Mrs. Dalloway de Marleen Gorris
- La boda del meu millor amic de P. J. Hogan (fora de concurs)
- Obsession de Peter Sehr
- Pandemonium, la capital del infierno de Román Chalbaud
- Rien ne va plus de Claude Chabrol
- Passion in the Desert de Lavinia Currier
- Stage Fright de Steve Box (fora de concurs)
- The Game de David Fincher (fora de concurs)
- Victory de Mark Peploe

### Zabaltegi
- Ernesto Guevara, enquête sur un homme de légende de Maurice Dugowson
- Le Signaleur de Benoît Mariage
- Le voleur de diagonale de Jean Darrigol
- Fantômes de Tanger d'Edgardo Cozarinsky
- Les paradoxes de Buñuel de Jorge Amat
- Little Red Riding Hood de David Kaplan
- Murnau, el lenguaje de las sombras de Luciano Berriatúa
- Razielen itzulera de Koldo Almandoz
- Regarde la mer de François Ozon
- Sábanas blancas d'Imanol Goñez Alcon
- Sick: the life and death of Bob Flanagan, Supermasochist de Kirby Dick
- Soyons amis! de Thomas Bardinet
- The Oath de Tjebbo Penning

### Zabaltegi - Nous directors
- 15 months in May d'Anja Murmann
- Amor de hombre de Yolanda Garcia Serrano i Juan Luis Iborra
- Atómica (no me hables de los hombres) d'Alfonso Albacete i David Menkes
- Bandits de Katja Von Garnier
- Bogwoman de Tom Collins
- Chengshi aiqing d'Ah Nian
- El agujero de Beto Gomez
- En la puta calle d'Enrique Gabriel
- Historias de fútbol d'Andrés Wood
- La vida según Muriel d'Eduardo Milewicz
- I l'amor va arribar de Juan Jose Campanella
- Love! Valour! Compassion! de Joe Mantello
- Mooshak-e kaghazi de Farhad Mehranfar
- Otario de Diego Arsuaga
- Pusher de Nicolas Winding Refn
- Silvester countdown d'Oskar Roehler
- Tabutta Rövaşata de Derviş Zaim
- The Hanging Garden de Thom Fitzgerald

### Zabaltegi - Perlak
- Budbringeren de Pål Sletaune
- Buud Yam de Gaston Kaboré
- Juloratoriet de Kjell-Åke Andersson
- Hamam de Ferzan Özpetek
- In the Company of Men de Neil LaBute
- L.A. Confidential de Curtis Hanson
- Ma vie en rose d'Alain Berliner
- Marius et Jeannette de Robert Guédiguian
- Nettoyage à sec d'Anne Fontaine
- One Night Stand de Mike Figgis
- Regeneration de Gillies MacKinnon
- The Full Monty de Peter Cattaneo
- Ulee's Gold de Víctor Núñez
- Unagi de Shohei Imamura
- Yǒu Huà Hǎo Hǎo Shuō de Zhang Yimou

### Made in Spanish '97
- Actrius de Ventura Pons
- Asaltar los cielos de José Luis López Linares i Javier Rioyo
- Como un relámpago de Miguel Hermoso
- El amor perjudica seriamente la salud de Manuel Gómez Pereira
- El crimen del cine Oriente de Pere Costa i Musté
- En brazos de la mujer madura de Manuel Lombardero
- Eso de Fernando Colomo
- Familia de Fernando León de Aranoa
- La buena estrella de Ricardo Franco
- La buena vida de David Trueba
- Más allá del jardín de Pedro Olea
- Perdona bonita, pero Lucas me quería a mí de Dunia Ayaso i Félix Sabroso
- Ricardo, Miriam y Fidel de Christian Frei
- Santera de Solveig Hoogesteijn
- Secretos del corazón de Montxo Armendáriz
- Sin querer - Tiempo de flamencos de Ciro Cappellari
- Sólo se muere dos veces d'Esteban Ibarretxe
- Susanna d'Antonio Chavarrías
- Territorio comanche de Gerardo Herrero
- Todo está oscuro d'Ana Díez
- Tranvía a la Malvarrosa de José Luis García Sánchez
- Un crisantemo estalla en cinco esquinas de Daniel Burman
- Viaje alrededor del cine español de Manuel Palacio

### Música en imágenes
- Ad Libidum (Luís Eduardo Aute X Jaime Chavarri) de Jaime Chávarri
- Camisa blanca de mi esperanza (Victor Manuel X Pilar Miró) de Pilar Miró
- East Side Story de Dana Ranga
- El poeta fotografo (Joaquín Sabina X José Luis García Sánchez) per José Luis García Sánchez
- Flamenco women de Mike Figgis
- Franchesca Page de Kelley Sane
- Haika Mutil (Mikel Laboa X Imanol Uribe) d'Imanol Uribe
- Hombre con guitarra (Silvio Rodríguez X Arturo Ripstein) d'Arturo Ripstein
- MMB: Quadern de memoria (María del Mar Bonet X Ventura Pons) de Ventura Pons
- Tropical jam (Michel Cailo X Fernando Trueba) de Fernando Trueba
- Yo soy, del son a la salsa de Rigoberto López

### Velòdrom
- BIG de Penny Marshall
- Face/Off de John Woo
- Flatworld de Daniel Greaves
- L.A. Confidential de Curtis Hanson
- Megasonikoak/Megasonics de Javier Gonzalez de la Fuente i José Martínez Montero
- Perdita Durango d'Álex de la Iglesia
- The Game de David Fincher
- Un chien andalou de Luis Buñuel

### Jornada de cinema basc
- Calor…y celos de Javier Rebollo
- Menos que cero / Hutsaren hurrengoa d'Ernesto Tellería
- Miau de Nuria Ruiz Cabestany
- Nocturno. La noche de Jose Félix Collazos
- Uno de esos días de Roberto Francisco i Mari Luz Sánchez
- Urgencia de José Luis Serrano

### Retrospectives
Dedicada a Mitchell Leisen
- Aixeca't, amor meu (1940)
- Artists and models abroad (1938)
- Bedevilled (1955)
- Behold my wife (1934)
- Bride of vengeance (1949)
- Captain Carey, U.S.A. (1950)
- Cradle Song (1933)
- Death Takes a Holiday (1934)
- Dream Girl (1948)
- Easy Living (1937)
- Four Hours to kill (1935)
- La cala del francès (1944)
- Golden Earrings (1947)
- Hands across the table (1935)
- Hold Back the Dawn (1941)
- I Wanted Wings(1941)
- Kitty (1945)
- Lady in the Dark (1944)
- Masquerade in Mexico (1945)
- Midnight (1939)
- Murder at the Vanities (1934)
- No Man of Her Own (1950)
- No Time for Love (1943)
- Practically Yours (1944)
- Record d'una nit (1940)
- Song of Surrender (1949)
- Suddenly, It's Spring (1947)
- Swing High, Swing Low (1937)
- Take a Letter, Darling (1942)
- The Big Broadcast of 1937 (1936)
- The Big Broadcast of 1938 (1938)
- The Girl Most Likely (1958)
- The Lady is Willing (1942)
- The Mating Season (1951)
- La vida íntima de Jody Norris (1946)
- Tonight We Sing (1953)
- Young Man with Ideas (1952)

Conèixer Peter Bogdanovich
- At Long Last Love (1975)
- Daisy Miller (1974)
- Il·legalment teu (1988)
- Mask (1985)
- Nickelodeon (1976)
- Noises Off (1992)
- Lluna de paper (1973)
- Saint Jack (1979)
- Targets (1968)
- Texasville (1990)
- L'última projecció (1971)
- The Thing Called Love (1993)
- Tothom va riure (1981)
- Què em passa, doctor? (1972)

"Una llarga absència"
- Alambrista! de Robert M. Young
- Arrebato d'Iván Zulueta
- Calcutta de Louis Malle
- Das Kalte Hertz de Paul Verhoeven
- Deep End de Jerzy Skolimowski
- Der Fangschuß de Volker Schlöndorff
- Deus e o Diabo na Terra do Sol de Glauber Rocha
- El dependiente de Leonardo Favio
- Eureka de Nicholas Roeg
- El ball dels bombers de Milos Forman
- I compagni de Mario Monicelli
- Kradecat Na Praskovi de Vulo Radev
- Sierra de Teruel d'André Malraux
- La vie est à nous de Jean-Paul Le Chanois, Jean Renoir i André Zwoboda
- Lo scopone scientifico de Luigi Comencini
- Love in the Afternoon de Billy Wilder
- Mad Love de Karl Freund
- Partner de Bernardo Bertolucci
- vacances permanents de Jim Jarmush
- Petúlia de Richard Lester
- Pink Flamingos de John Waters
- Qui êtes vous Polly Maggoo? de William Klein
- Redes d'Emilio Gómez Muriel i Fred Zinnemann
- Shizukanaru Kettō d'Akira Kurosawa
- Step Lively de Tim Whelan
- Storie di ordinaria follia de Marco Ferreri
- The House on Telegraph Hill de Robert Wise
- L'incident de Larry Peerce
- The King of Marvin Gardens de Bob Rafelson
- Tlayucan de Luis Alcoriza
- Tystnaden d'Ingmar Bergman
- Ukigumo de Mikio Naruse
- Una absència tan llarga de Henri Colpi
- La víctima de Basil Dearden

## Palmarès
Els premis atorgats en aquesta edició foren:
- Conquilla d'Or a la millor pel·lícula (200.000 ecus): Rien ne va plus de Claude Chabrol
- Premi Especial del Jurat: Firelight de William Nicholson
- Conquilla de Plata al millor director: Claude Chabrol per Rien ne va plus
- Conquilla de Plata a la millor actriu: Julie Christie per Afterglow d'Alan Rudolph
- Conquilla de Plata al millor actor: Federico Luppi, per Martín (Hache) d'Adolfo Aristarain
- Premi del Jurat a la millor fotografia: Nick Morris, per Firelight de William Nicholson
- Premi del Jurat: I Went Down de Paddy Breathnach
- Premi Euskalmedia per Nous Realitzadors (45.000 dòlars): I Went Down de Paddy Breathnach
- Premi Donostia: Michael Douglas, Jeremy Irons i Jeanne Moreau